# Тримитуса
Тримиту̀са (на гръцки: Τριμιθούσα) е изоставено село в Кипър, окръг Пафос. Според статистическата служба на Република Кипър през 2001 г. селото няма жители.
Намира се на 6 км югозападно от Лисос.